# 전세 맹고불 유물
전세맹고불유물(傳世孟古佛遺物)는 대한민국 충청남도 부여군에 있는 맹사성(1360∼1438)의 유품이다. 1990년 10월 10일 대한민국 국가민속문화재 제225호로 지정되었다.

## 개요
고불 맹사성(1360∼1438)의 유품 5점(옥적, 백옥방인, 채석포도문일월연, 수정죽절비녀, 목칠도형배)이다. 맹사성은 고려말 조선초의 문신으로 1386년 문과에 급제하여 벼슬길에 오른 후, 조선이 건국된 뒤 태조 때 예조좌랑을 시작으로 1427년 우의정이 되었다. 우의정으로 있으면서『태종실록』편찬의 감수를 맡았는데, 세종임금이 실록을 보고싶어 하자 “왕이 실록을 보고 고치면 사관이 두려워 일을 할 수 없다.” 하며 반대했다. 집을 들어오고 나갈때는 항상 소를 타고 다녀 사람들이 그가 재상인 줄을 몰랐다고 한다.
유품 5점 중 옥적은 피리의 일종으로 백옥으로 만든 것이며, 백옥방인은 손잡이에 당사자를 큼직하게 새긴 옥도장이다. 채석포도문일월연은 우리나라에 많이 있는 자색 벼루의 일종이며, 수정죽절비녀는 수정을 대나무 밑둥처럼 다듬어 머리를 만들고 몸통에 구리판을 말아 끼운 비녀이다. 목칠도형배는 해당화의 밑둥치로 만든 표주박으로, 휴대하여 쓰는 음료수잔이다.
유품들 가운데 옥적과 도장에 새긴 시문구 등은 음악과 시에 조예가 깊었던 맹사성선생의 면모를 살필 수 있는 자료이다.

## 같이 보기
- 맹사성

## 참고 자료
- 전세맹고불유물 - 국가유산청 국가유산포털